# Музей філармонії (Керкіра)
Музей філармонії - музей, розташований у місті Керкіра на острові Керкіра (Корфу), Греція та присвячений розвитку філармонічного руху (товариство) на острові.

## Експозиція
Музей займає перший поверх будівлі товариства (Nikiforou Theotoki 10), та відкрився для публіки 18 вересня 2010 року. Музей намагається коротко представити історію філармонії після майже двох століть невпинної діяльності  (яка збігається з деякими найдраматичнішими періодами новітньої історії). Також, музей вшановує Ніколаоса Мандзароса (1795–1872), першого художнього керівника філармонії (1841–1872), композитора - серед іншого - грецького національного гімну, відомого вчителя музики, а також натхненника цілого покоління композиторів, що формували музику Іонічних островів, і не тільки, протягом 19 століття.
Музей  складається з п'яти тематичних розділів, які представляють його діяльність та історію:
- Фонд, адміністрація, організація: представлені історичні документи, пов’язані з першими днями та організацією товариства.

- Навчальна діяльність: презентує документи та артефакти, пов’язані з музичною педагогікою в межах товариства.

- Концерти: філармонія як концертне товариство для вокальної та оркестрової музики.

- Духовий оркестр: документи, партитури, інструменти та артефакти, що стосуються репертуару та діяльності духового оркестру товариства.

- Люди та їхня робота: важливі композитори та вчителі, які пов’язали себе своєю присутністю та своїми творами з історією товариства, а також із розвитком художньої музики у Греції 19 століття.[4]

Демонструються партитури Спірідона Ксіндаса, Павлоса Каррера, братів Лібералі, Спірідона Самараса, Доменікаса Падованіса, Діонісіоса Родотеатаса, Олександра Грека, Наполеона Ламбелета, Андреаса Сейлера, а також жінок композиторів з Іонічних островів.
Музей також організовує щорічні музикознавчі лекції та започаткував серію музикознавчих публікацій. Він відкритий з понеділка по суботу з 09.30 до 13.30.